# Cryptoseius
Cryptoseius là một chi ve thuộc họ Eviphididae. Có ít nhất hai loài được mô tả thuộc chi Cryptoseius, C. khayyami và C. petrovae.